# Wahnfried
Wahnfried je ime, ki ga je Richard Wagner dal svoji vili v Bayreuthu. Ime je nemška zloženka Wahn (blodnja, norost) in Fried(e) (mir, svoboda).
Hiša, ki jo je financiral bavarski kralj Ludvik II., je bila zgrajena od leta 1872 do 1874 pod nadzorom domačina Carla Wölfela po načrtih berlinskega arhitekta Wilhelma Neumanna, načrti pa so bili spremenjeni v skladu z nekaterimi zamislimi Wagnerja. On in njegova družina so se preselili 28. aprila 1874, ko je bila hiša še v gradnji. Čez portal je vgraviran Wagnerjev moto: Hier wo mein Wähnen Frieden fand – Wahnfried – sei dieses Haus von mir benannt (Tu, kjer so moje zablode našle mir, naj se ta kraj imenuje Wahnfried), kar je sprva povzročilo nekaj zabave med lokalnimi meščani.
Wagner zadnjih dni svojega življenja ni preživel v Wahnfriedu; Bayreuth je 6. septembra 1882 zapustil šestič in zadnjič odšel v Benetke, kjer je prebival do svoje smrti 13. februarja 1883 v Palazzo Vendramin-Calergi. Wagnerjevo truplo je bilo vrnjeno v Wahnfried v javni procesiji skozi Bayreuth 18. februarja in njegov grob leži poleg groba njegove žene Cosime na njegovem zemljišču.
Pred drugo svetovno vojno in med njo je Bayreuth Festspielhaus in Wahnfried pogosto obiskoval Adolf Hitler, tudi sam navdušen oboževalec Wagnerja. Leta 1945 sta bili dnevna soba z rotundo in soba za goste na stranskem in zadnji del hiše uničeni v zavezniškem bombardiranju, skupaj z dvema tretjinama preostalega Bayreutha. Knjige, slike in arhivi so bili vnaprej zavarovani v kleti bolnišnice Winifred Wagner, vendar je uradnik Gestapa Winifred preprečil odstranitev zgodovinskega pohištva, kot je Wagnerjeva pisalna miza, in jo obtožil defetizma. Posledično so bili ti kasneje uničeni v bombardiranju.
Od leta 1949, potem ko je bila razlastitev Festspielhaus preklicana, se je vnuk Richarda Wagnerja Wieland Wagner z ženo in njunimi štirimi otroki vrnil živet v bivalni del na hitro popravljenega Wahnfrieda, Winifred Wagner pa je živela v sosednji hiši svojega pokojnega moža Siegfrieda Wagnerja. Po Wielandovi smrti leta 1966 je Wahnfried prenehal biti stanovanje, potem ko je Wielandov brat Wolfgang Wagner dal izmeriti hišo in prosil svojo vdovo Gertrud (rojeno Reissinger), da plača najemnino in jo tako prisilil, da se je odselila. Od leta 1953 je bil Wolfgang nastanjen v hiši, zgrajeni na robu Festpielhausa, Winifred pa je ostala v Siegfriedovi hiši do svoje smrti leta 1980.
Leta 1973 sta Wolfgang in Winifred podarila Wahnfrieda mestu Bayreuth. V naslednjih treh letih so v vojni in vremenskih razmerah poškodovane dele hiše obnovili v prvotno stanje z rotundo, salonom in sobami za goste, tako da se je uradna otvoritev muzeja Richarda Wagnerja v Bayreuthu lahko začela po načrtih 24. julija 1976.
Stilizirana različica vile Wahnfried je bila uporabljena za scenografijo nove produkcije Parsifala Stefana Herheima na festivalu v Bayreuthu leta 2008.
Hiša je bila leta 2010 znova zaprta zaradi obsežne obnove in prenove, ki je stala 20 milijonov evrov. 26. julija 2015 je bila slavnostna ponovna otvoritev vile z arhivskimi prostori in novim paviljonom.
Skupaj z Bayreuth Festspielhaus je Wahnfried postal svetišče oboževalcev Wagnerja. Obiskovalci se lahko sprehodijo po oddaljenem Hofgartenu, baročnem parku Novega gradu v Bayreuthu, do koder neposredno vodi pot.

## Galerija
- Družina Wagner in prijatelji pred vilo Wahnfried leta 1881. Zgoraj od leve proti desni: Blandine von Bülow, Heinrich von Stein (Siegfriedov učitelj), Cosima & Richard Wagner, Paul von Joukowsky (družinski prijatelj); spodaj od l proti r: Izolda, Daniela von Bülow, Eva in Siegfried.
- Slika Georga Papperitza (1846-1918) prikazuje Franza von Lenbacha, Siegfrieda Wagnerja, Cosimo Wagner, gospo Materno, Richarda Wagnerja, Hermanna Levija, Hansa Richterja, Franza Liszta (za klavirjem) in druge; slika Ludvika II. Bavarskega, ki visi na steni
- Wagnerjev klavir Steinway v salonu Wahnfried. (2005)
- Grob Richarda Wagnerja
- Grob Cosime Wagner v vrtu Wahnfried
- Zadnja stran Haus Wahnfried med prenovo v začetku leta 2014
- Bayreuth, Haus Wahnfried, Siegfriedhaus
- Wagnerjeva knjižnica v Wahnfriedu
- Obnovljeno preddverje, ki prikazuje kombinirani "kompozicijski klavir" in pisalno mizo, ki jo je posebej izdelal Bechstein za Wagnerja, z velikim notnim stojalom in prostorom za papirje
- Obnovljena knjižnica in predavalnica
- Doprsni kip Ludvika II. Bavarskega pred Wahnfriedom
- Gravura Wagnerjevega gesla nad sprednjim portalom Wahnfrieda